# Chicago-Marathon 2014
| 37. Chicago-Marathon    | 37. Chicago-Marathon        |
| ----------------------- | --------------------------- |
| Stadt                   | Chicago, Vereinigte Staaten |
| Datum                   | 12. Oktober 2014            |
| Distanz                 | 42,195 Kilometer            |
| Sieger                  |                             |
| Männer                  | Eliud Kipchoge (2:04:11 h)  |
| Frauen                  | Mare Dibaba (2:25:37 h)     |
| ← Chicago-Marathon 2013 | Chicago-Marathon 2015 →     |
| Website                 | Offizielle Website          |

Der Chicago-Marathon 2014 war die 37. Ausgabe der jährlich stattfindenden Laufveranstaltung in Chicago, Vereinigte Staaten. Der Marathon fand am 12. Oktober 2014 stattfinden und war der fünfte Lauf des World Marathon Majors des Jahres.
Bei den Männern gewann Eliud Kipchoge in 2:04:11 h und bei den Frauen Mare Dibaba in 2:25:37 h.

## Ergebnisse

### Männer
| Platz | Athlet                 | Land               | Zeit (h) |
| ----- | ---------------------- | ------------------ | -------- |
| 01    | Eliud Kipchoge         | Kenia              | 2:04:11  |
| 02    | Sammy Kirop Kitwara    | Kenia              | 2:04:28  |
| 03    | Dickson Kiptolo Chumba | Kenia              | 2:04:32  |
| 04    | Kenenisa Bekele        | Äthiopien          | 2:05:51  |
| 05    | Bernard Koech          | Kenia              | 2:08:30  |
| 06    | Ghirmay Ghebreslassie  | Eritrea            | 2:09:08  |
| 07    | Lani Rutto             | Kenia              | 2:10:42  |
| 08    | Wesley Korir           | Kenia              | 2:11:09  |
| 09    | Bobby Curtis           | Vereinigte Staaten | 2:11:20  |
| 10    | Kōji Kobayashi         | Japan              | 2:11:43  |

### Frauen
| Platz | Athletin                | Land               | Zeit (h) |
| ----- | ----------------------- | ------------------ | -------- |
| 01    | Mare Dibaba             | Äthiopien          | 2:25:37  |
| 02    | Florence Jebet Kiplagat | Kenia              | 2:25:57  |
| 03    | Birhane Dibaba Adugna   | Äthiopien          | 2:27:02  |
| 04    | Amy Hastings            | Vereinigte Staaten | 2:27:03  |
| 05    | Clara Santucci          | Vereinigte Staaten | 2:32:21  |
| 06    | Sarah Crouch            | Vereinigte Staaten | 2:32:44  |
| 07    | Gelete Burka            | Äthiopien          | 2:34:17  |
| 08    | Melissa White           | Vereinigte Staaten | 2:34:19  |
| 09    | Lauren Jimison          | Vereinigte Staaten | 2:34:38  |
| DSQ   | Rita Jeptoo Sitienei    | Kenia              | 2:24:35  |